# Paris Bennett
Paris Ana'is Bennett (Rockford, 21 agosto 1988) è una cantante statunitense.
Si è fatta conoscere grazie alla partecipazione alla quinta stagione del talent-show televisivo American Idol nel 2006, chiudendo al quinto posto finale. Nel 2007 ha pubblicato il suo primo album.

## Discografia
Album
- 2007 - Princess P
- 2008 - A Royal Christmas (album natalizio)

Singoli
- 2006 - Midnight Train to Georgia
- 2007 - Ordinary Love
- 2007 - Duet (feat. J. Isaac)
- 2008 - My Boyfriend's Back